# وادي بلغيث (كعيدنة)

تعديل مصدري - تعديل

وادي بلغيث هي إحدى قرى عزلة سواخ بمديرية كعيدنة التابعة لمحافظة حجة، بلغ تعداد سكانها 77 نسمة حسب تعداد اليمن لعام 2004.